# Zaparín
Zaparín (llamada oficialmente San Martiño de Zaparín) es una parroquia y un lugar despoblado, del municipio español de Cortegada, en la provincia de Orense, Galicia.

## Toponimia
La parroquia también es conocida por el nombre de San Martín de Zaparín.

## Geografía
Se encuentra el punto geográfico más alto del municipio, desde donde se domina el valle del Río Arnoya y su cañón más arisco de la provincia. La parroquia es en realidad un conjunto de casales dispersos vecinos entre ellos, divididos por una carretera, la mayoría de estas casas están abandonadas y tomadas por la maleza.

## Historia
El Lugar estuvo habitado desde antiguo, testigo de ello es una ara romana, su topónimo hace referencia a una pala o una mina (de hecho a 8 km de allí se estuvo explotando minas de wolframio y estaño).

## Organización territorial
La parroquia está formada por seis entidades de población:

### Entidad de población
Entidad de población que forma parte de la parroquia:
- A Torre
- Cerdeiral
- Fondevila
- Piñón

### Despoblados
Despoblados que forman parte de la parroquia:
- A Raíña
- Zaparín

## Demografía

### Parroquia
| Gráfica de evolución demográfica de Zaparín (parroquia) entre 2000 y 2022 |
|                                                                           |
| Datos según el nomenclátor publicado por el INE.                          |

### Despoblado
| Gráfica de evolución demográfica de Zaparín (despoblado) entre 2000 y 2022 |
|                                                                            |
| Datos según el nomenclátor publicado por el INE.                           |

## Patrimonio material
Sus monumentos más importantes son los siguientes:
- Una ara romana con la inscripción: "Diis Ceceaicis iriba Marcus Aeturi", que significa: "Marco de la  tribu de los  Eturios dedica esta ara a Ceceaicis". Un habitante de la  Gallaecia, de nombre romano, dedica un altar a Ceceacis(ou /kekaikis/), una divinidad indígena.
- Un templo católico del siglo XVII con reconstrucciones posteriores, como la espadaña del año 1911.
- Un poco más adelante se encuentra el casal conocido como "A torre" (La torre) este topónimo hace tal vez referencia a la existencia de una torre de vigilancia, ya que desde allí se domina todo el valle y cañón del río Arnoya. En este casal, límite con el ayuntamiento de Cartelle, se encuentra un peto de ánimas con pórtico labrado en piedra con falsa bóveda y la representación de las almas penitentes talladas en madera.